# الفراشة الذهبية (فلم)
الفراشة الذهبية أو فرططو الذهب (بالفرنسية: Papillon d'Or)، هُو فيلم دراما تونسي صدر سنة 2021 وأخرجه عبد الحميد بوشناق. اختير الفيلم ليكون الترشيح الرسمي لدولة تونس للتنافس على نيل جائزة أفضل فيلم دولي خلال حفل توزيع جوائز الأوسكار الرابع والتسعين.

## وصلات خارجية
- الفراشة الذهبية على موقع IMDb (الإنجليزية)
- الفراشة الذهبية على موقع قاعدة بيانات الفيلم (الإنجليزية)
- الفراشة الذهبية على موقع ليتربوكسد (الإنجليزية)